# Julio Echevarry
Julio Echevarry (nascido em 19 de outubro de 1957) é um ex-ciclista colombiano.

## Carreira olímpica
Competiu representando a Colômbia no ciclismo nos Jogos Olímpicos de Verão de 1976.